# Falborz (gromada)
Falborz (od 31 XII 1959 Stary Brześć) – dawna gromada, czyli najmniejsza jednostka podziału terytorialnego Polskiej Rzeczypospolitej Ludowej w latach 1954–1972.
Gromady, z gromadzkimi radami narodowymi (GRN) jako organami władzy najniższego stopnia na wsi, funkcjonowały od reformy reorganizującej administrację wiejską przeprowadzonej jesienią 1954 do momentu ich zniesienia z dniem 1 stycznia 1973, tym samym wypierając organizację gminną w latach 1954–1972.
Gromadę Falborz z siedzibą GRN w Falborzu utworzono – jako jedną z 8759 gromad na obszarze Polski – w powiecie włocławskim w woj. bydgoskim, na mocy uchwały nr 24/17 WRN w Bydgoszczy z dnia 5 października 1954. W skład jednostki weszły obszary dotychczasowych gromad Falborz, Miechowice, Miechowice Nowe i Nowy Młyn oraz wieś Stary Brześć, folwark Stary Brześć i Stary Brześć Szkoła Rolnicza z dotychczasowej gromady Stary Brześć ze zniesionej gminy Falborz w tymże powiecie. Dla gromady ustalono 23 członków gromadzkiej rady narodowej.
31 grudnia 1959 do gromady Falborz włączono wsie Pikutkowo, Guźlin 1, Guźlin 2 i Popowiczki oraz osady Przyborowo, Piaski, Wyrąb, Górki, Klin Pisarski, Markowo i Folawark Popowiczki ze zniesionej gromady Pikutkowo, a także wsie Rzadka Wola, Nowa Rzadka Wola, Rzadka Wola Parcele i Rzadka Wola Folwark ze zniesionej gromady Bielawy, w tymże powiecie; z gromady Falborz wyłączono natomiast miejscowość Miechowice (parcele), włączając ją do gromady Kąkowa Wola w tymże powiecie, po czym gromadę Falborz zniesiono przez przeniesienie siedziby GRN z Falborza do Starego Brześcia i zmianę nazwy jednostki na gromada Stary Brześć.